# 貝雷扎內 (利維夫州)
49°47′16″N 24°7′35″E / 49.78778°N 24.12639°E
貝雷扎內（羅馬化：Berezhany）是烏克蘭西部利維夫州利維夫區的村莊。該村面積1.2平方公里，海拔高度289米，2001年人口142，人口密度每平方公里118.73人。